# Motul (ville)
Pour les articles homonymes, voir Motul.
Motul, dont le nom officiel est Motul de Carrillo Puerto, est une ville mexicaine située dans la municipalité de Motul de l'État du Yucatán à 44 km de Mérida. En 2010, la ville de Motul comptait 23 240 habitants au recensement pour 33 978 dans la municipalité de Motul.

## Histoire

### Ère pre-colombienne
On estime que Motul fut créée au XIe siècle par un prêtre du nom de Zac Mutul et gouvernée par la famille Pech. Après la chute du gouvernement central du Yucatán et de la ville de Mayapan dans les années 1440, les Pech créèrent un royaume indépendant dans la région avec pour capitale Motul. 

### Ère coloniale
Avec la conquête espagnole du Yucatán, le Conquistador Francisco de Montejo fit de Motul une ville coloniale espagnole. Motul possède un monastère Franciscain dans le style de cette époque. 

### Histoire moderne
Le 22 février 1872, Motul obtint le statut de ville. 
Motul fut la ville natale de Felipe Carrillo Puerto, un des anciens gouverneurs du Yucatán qui fut assassiné en 1924. En son honneur, Motul fut rebaptisée Motul de Carrillo Puerto.

## Cuisine
Motul est connue pour ses spécialités culinaires :
- "Huevos motuleños" : des œufs sur des tortillas avec des haricots noirs et du fromage. Le plat peut être assorti d'autres ingrédients comme du jambon, des petits pois ou de la sauce piquante.

- "Pollo motuleño" : un plat à base de poulet cuisiné avec du jus d'orange, de l'achiote et des bananes plantains.